# Zusters van Sint-Vincentius (Deftinge)

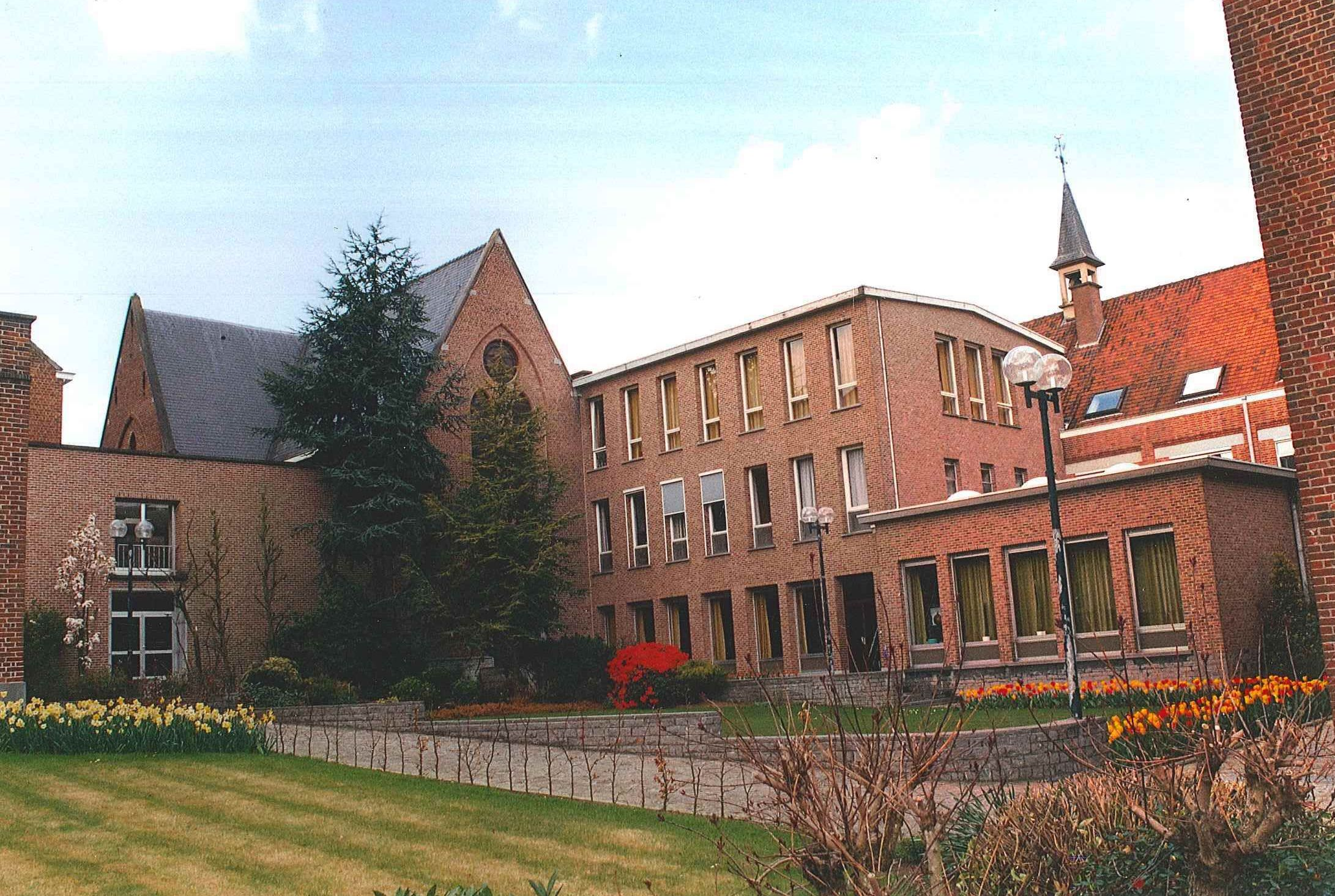
Klooster- en scholencomplex

De Zusters van Sint-Vincentius vormen een Belgische rooms-katholieke congregatie die werd opgericht op 12 december 1836 te Deftinge.

## Geschiedenis
In 1830, na het uitroepen van de Belgische onafhankelijkheid, werd vrijheid van onderwijs en vereniging gegarandeerd en de pastoor van Deftinge, Johannes van Damme, wilde een armenschool oprichten die de jeugd beschaafder, gehoorzamer en godvruchtiger zou opvoeden, en bovendien in zijn financiën voorzag door de leerlingen ook te laten spinnen. Louisa de Sterke spande zich krachtig in om dit initiatief ten uitvoer te brengen. De armenschole kwam op 18 mei 1832 in gebruik en ondervond veel bijval. Op 16 december traden twee jongejuffrouwen toe en vormden aldus de kern van een vrome gemeenschap die zich onder bescherming van Vincentius a Paulo stelde.
Op 12 december 1836 werden kloosterregels aangenomen en de leden van de gemeenschap vormden nu een congregatie. Louise de Sterke, nu met haar kloosternaam Moeder Engelberta, werd overste. In 1840 volgde koninklijke goedkeuring en de gemeenschap bleef groeien. In 1841 vertrokken twee zusters naar Ninove om aldaar een school te beginnen en in 1844 volgde Temse. Vanaf 1848 werden maar liefst acht stichtingen in West-Vlaanderen gedaan en vanaf 1855 nog eens drie stichtingen in Oost-Vlaanderen. Drie zusters trokken in 1860 naar Arendonk om er de zorg voor weeskinderen en bejaarden op te nemen. Vanaf 1878 had de congregatie te maken met de Schoolstrijd, en daarna begon een verdere groei. Eind jaren 50 van de 20e eeuw waren er 30 stichtingen gedaan en beheerden de zusters niet alleen scholen, maar werkten ze ook in een aantal ziekenhuizen. De belangrijkste nevenvestiging was die in Temse. De in 1999 zalig verklaarde Edward Poppe was een oud-leerling van de zusterschool en ook Edward's zuster trad in en werd Zuster Mechtilde.

## Gebouw
Het klooster- en scholencomplex is gevestigd aan Kerkstraat 10 te Deftinge.
In 1836 en daarna werd een klooster gebouwd dat echter in 1889-1899 werd afgebroken en vervangen door een nieuw klooster. Het hoofdgebouw werd ontworpen door Alphonse Vossaert (eind 19e eeuw) in neogotische en neotraditionalistische stijl. De achterliggende kloosterkapel stamt van 1866-1871. In 1898 werd de kapel verlengd en werd een kruiskapel in neogotische stijl.
Het aanbod aan scholen werd uitgebreid en stond bekend als Instituut Sint-Vincent. Later werden de scholen opgeheven hoewel een basisschool bleef. De overige gebouwen gingen dienen als Medisch-Pedagogisch Instituut.

## Externe bronnen
- Geschiedenis
- Inventaris Onroerend erfgoed